# Юре Здовц
Юре Здовц (словен. Jure Zdovc, 13 грудня 1966) — словенський баскетболіст.
Срібний призер Олімпійських Ігор 1988 року. Чемпіон світу 1990 року. Чемпіон Європи 1989, 1991 років. Бронзовий призер Юнацького чемпіонату Європи (U-18) 1984 року. Чемпіон Європи серед кадетів (U-16) 1983 року.
Останнім часом він був головним тренером «Бурсаспора» в турецькій баскетбольній суперлізі (BSL). Як гравець він був розігруючим захисником зростом 1,98 м (6 футів 6 дюймів), який розпочав свою професійну кар'єру в клубі другого югославського дивізіону «Олімпія».
Протягом своєї кар'єри він тричі був учасником європейського відбору ФІБА в 1990 і 1991 роках (двічі), а також брав участь у відборі ФІБА EuroStar у 1996 році. Він також представляв збірну Югославії та збірну Словенії. У 2015 році він був прийнятий до Зали слави словенських спортсменів. У 2020 році він був прийнятий до Зали слави ФІБА.
Як баскетбольний тренер, Здовц отримав нагороду «Тренер року в Кубку Європи» у 2012 році, коли він був головним тренером російського клубу «Спартак» Санкт-Петербург.